# Литячівська сільська рада
Литя́чівська сільська́ ра́да — адміністративно-територіальна одиниця та орган місцевого самоврядування в Заліщицькому районі Тернопільської області. Адміністративний центр — село Литячі.

## Загальні відомості
- Територія ради: 15,99 км²
- Населення ради: 830 осіб (станом на 2001 рік)
- Територією ради протікає річка Дністер

## Населені пункти
Сільській раді підпорядковані населені пункти:
- с. Литячі

## Склад ради
Рада складалася з 14 депутатів та голови.
- Голова ради: Бесащук Микола Михайлович
- Секретар ради: Крижанівський Петро Іванович

### Керівний склад попередніх скликань
| Прізвище, ім'я, по батькові  | Основні відомості                                                               | Дата обрання | Дата звільнення |
| ---------------------------- | ------------------------------------------------------------------------------- | ------------ | --------------- |
| Крижанівський Петро Іванович | Сільський голова, 1957 року народження, безпартійний                            | 26.03.2006   | 31.10.2010      |
| Бесащук Микола Михайлович    | Сільський голова, 1959 року народження, освіта середня спеціальна, безпартійний | 31.10.2010   |                 |

Примітка: таблиця складена за даними сайту Верховної Ради України

### Депутати
За результатами місцевих виборів 2010 року депутатами ради стали:

#### За суб'єктами висування
| Суб'єкт висування | Кількість обраних депутатів | %   |
| ----------------- | --------------------------- | --- |
| Самовисування     | 14                          | 100 |

#### За округами
| № округу | Прізвище, ім'я, по батькові     | Дата визнання обраним | Освіта             | Партійна приналежність | Відомості про обраного депутата                     |
| -------- | ------------------------------- | --------------------- | ------------------ | ---------------------- | --------------------------------------------------- |
| 1        | Загайкевич Василь Богданович    | 01.11.2010            | середня спеціальна | позапартійний          | приватний підприємець                               |
| 2        | Шалак Оксана Василівна          | 01.11.2010            | середня            | позапартійна           | тимчасово не працює                                 |
| 3        | Бесащук Іван Іванович           | 01.11.2010            | середня спеціальна | позапартійний          | приватний підприємець                               |
| 4        | Шалак Михайло Михайлович        | 01.11.2010            | вища               | позапартійний          | студент                                             |
| 5        | Війтишин Роман Петрович         | 01.11.2010            | середня            | позапартійний          | тимчасово не працює                                 |
| 6        | Крижанівський Петро Іванович    | 14.02.2011            | середня            | позапартійний          | Литячівська сільська рада, секретар виконкому       |
| 7        | Загайкевич Микола Володимирович | 01.11.2010            | середня спеціальна | позапартійний          | Дорогичівлісгосп, лісник                            |
| 8        | Бесащук Іван Михайлович         | 01.11.2010            | середня            | позапартійний          | приватний підприємець                               |
| 9        | Микитишин Ганна Миколаївна      | 01.11.2010            | середня спеціальна | позапартійна           | Заліщицьке РВЗ, лісничий                            |
| 10       | Гальтюк Ганна Василівна         | 01.11.2010            | вища               | позапартійна           | тимчасово не працює                                 |
| 11       | Сосновська Ліля Василівна       | 01.11.2010            | вища               | позапартійна           | Литячівська загальноосвітня школа І-ІІ ст., вчитель |
| 12       | Рудько Микола Васильович        | 01.11.2010            | вища               | позапартійний          | Хмелівська загальноосвітня школа І-ІІ ст., вчитель  |
| 13       | Ільчишин Олександра Миколаївна  | 01.11.2010            | вища               | позапартійна           | Литячівська сільська рада, бухгалтер                |
| 14       | Рудько Роман Степанович         | 01.11.2010            | середня спеціальна | позапартійний          | тимчасово не працює                                 |